# Krasnojarsk
Krasnojarsk (in russo Красноя́рск?, ; in sacha: Красноярскай, Krasnojarskaj) è una città della Russia siberiana centrale, capoluogo del kraj omonimo. Sorge sulle rive del fiume Enisej, a metà del suo corso. È la terza più grande città siberiana, importante centro industriale e nodo di comunicazione ferroviario (è una stazione importante della ferrovia Transiberiana) e aereo (è dotata di un aeroporto internazionale).

## Geografia fisica
La città si trova al centro della Siberia meridionale sulla catena dei monti Saiani Orientali lungo il corso dello Enisej, che attraversa la città da ovest verso est. 
Nel fiume ci sono alcune isole, le più grandi delle quali sono Tatyshev e Otdykha, destinate principalmente all'uso ricreativo.
La temperatura media a gennaio è di −20 °C, a luglio di 18 °C; la minima temperatura mai registrata è stata di −56 °C, la massima è stata di 36 °C. A causa del lago artificiale di una centrale idroelettrica situata a 32 km a monte della città, il fiume non gela mai d'inverno e la sua temperatura non supera i 14 °C d'estate. L'altitudine dello Enisej nel centro della città è 136 metri sul livello del mare.
A sud e a ovest Krasnojarsk è circondata da colline ricoperte da foreste, che raggiungono un'altezza media di 410 metri sul livello del fiume Enisej. Le colline sulla riva destra (a sud) sono più ripide delle colline occidentali sulla riva sinistra.
La riva destra dello Enisej è occupata dalla importante riserva nazionale Stolby. Le colline ad ovest formano la catena Gremjačinskaja Griva, che comincia dalla collina di Nikolaevsk (nota per i trampolini per salto con gli sci) e si estende ad ovest fino al fiume Sobakina. I rilievi a nord della città sono più bassi, coperti di foreste a nord-ovest e destinati ad attività agricole a nord-est ed est.
I rilievi principali nell'area di Krasnojarsk sono:
- Nikolaevskaja Sopka (Николаевская сопка)
- Karaul'naja Gora (Караульная гора)
- Čërnaja Sopka (Чёрная сопка)
- Drokinskaja (Дрокинская)

I fiumi principali che si trovano nell'area di Krasnojarsk sono:
- Mana
- Bazaicha
- Kača
- Jesaulovka
- Berëzovka
- Karaul'naja
- Slizneva
- Listvennaja
- Zarečnaja Listvjanka
- Minžul
- Sobakina (Pionerskaja)
- Krutenkaja
- Laletina

A causa della particolarità dei rilievi, non esistono laghi di dimensioni rilevanti nei dintorni di Krasnojarsk.

### Città vicine
Le città vicine a Krasnojarsk sono (tra parentesi la distanza e le direzione):
- Sosnovoborsk (30 km NE) (Сосновоборск)
- Divnogorsk (34 km O) (Дивногорск)
- Železnogorsk (46 km NE) (Железногорск)
- Ujar (88 km) (Уяр)
- Zelenogorsk (103 km E) (Зеленогорск)
- Zaozërnyj (109 km E) (Заозёрный)
- Borodino (122 km E) (Бородино)
- Ačinsk (153 km O) (Ачинск)
- Nazarovo (158 km E) (Назарово)
- Kansk (173 km E) (Канск)
- Artëmovsk (186 km S) (Артёмовск)
- Ilanskij (195 km E) (Иланский)
- Užur (209 km O) (Ужур)
- Bogotol (213 km O) (Боготол)

## Storia

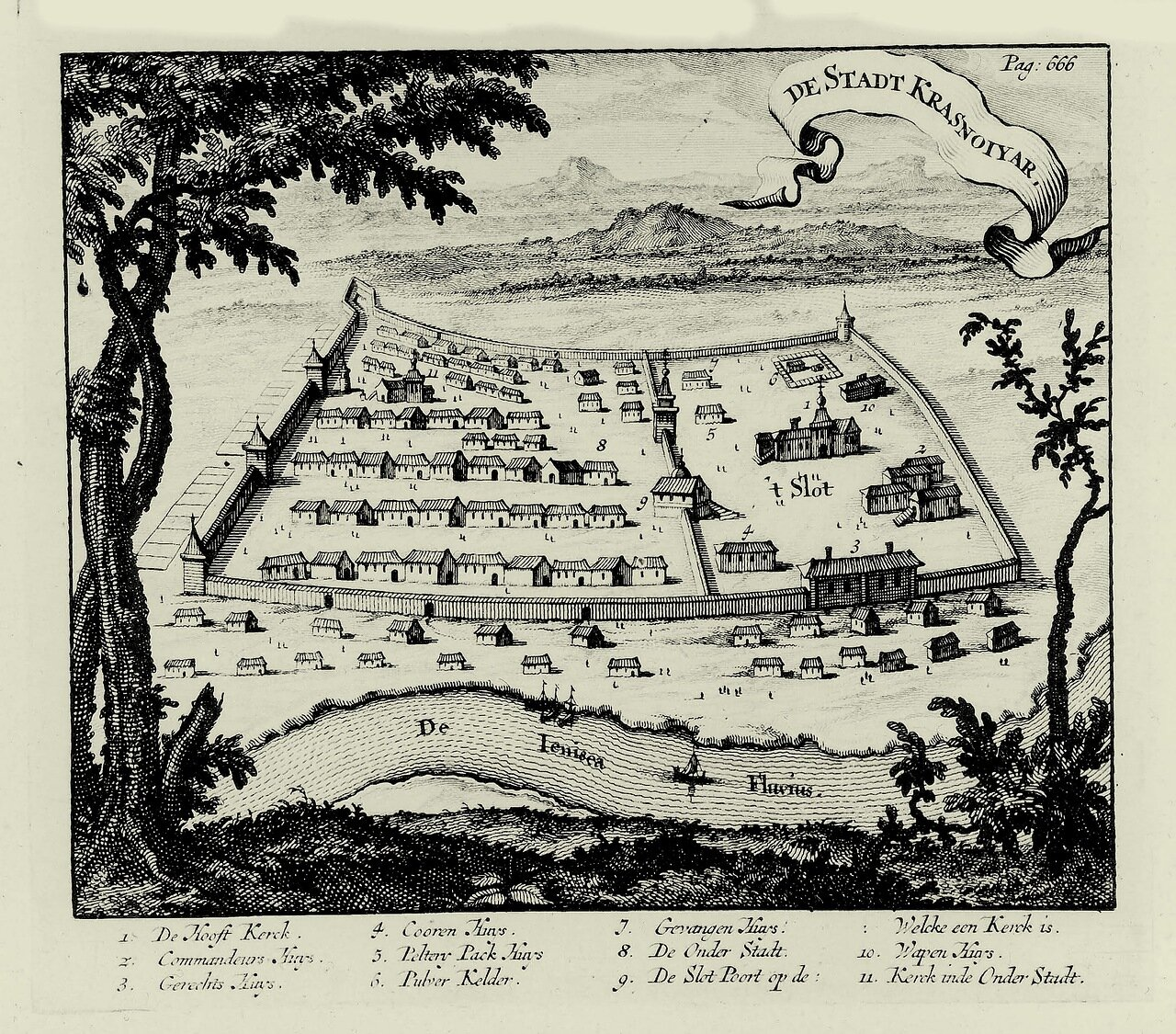
Fortezza di Krasnojarsk prima dell'incendio del 1733

La città fu fondata nel luglio 1628 come fortezza alla confluenza del Kača nello Enisej dai cosacchi al comando di Andrej Dubenskoj. Questa fortezza aveva il compito di difendere i nuovi arrivati dagli assalti delle popolazioni locali stanziate lungo lo Enisej e fu chiamata inizialmente "Krasnyj Jar" (in russo Кра́сный Яр? letteralmente riva rossa), nome che fu successivamente modificato in "Krasnojarsk" quando il villaggio ricevette lo status di città (1822).
La crescita rapida cominciò dopo l'arrivo della strada postale da Mosca (diventata in epoca moderna l'autostrada M53) negli anni 1735-1741, che mise in comunicazione Krasnojarsk con le vicine città di Ačinsk e Kansk e gli altri territori russi; un altro importante stimolo alla crescita della città venne dalla scoperta dell'oro e dalla costruzione della ferrovia Transiberiana nel 1895.
Nel XIX secolo Krasnojarsk fu il centro del movimento siberiano dei cosacchi. Nel 1822 ricevette lo status di città e diventò la capitale della gubernija dello Enisej. Alla fine del XIX secolo Krasnojarsk fu sede di alcune fabbriche, un cantiere ferroviario e un deposito per locomotive.
Nell'Impero russo Krasnojarsk fu uno dei luoghi di confino per gli esiliati politici. Otto decabristi furono deportati lì dopo il fallimento della loro rivolta.
Durante la Rivoluzione russa del 1905, il Soviet locale dei deputati degli operai e dei soldati esercitò, per un breve periodo di tempo, un potere rivoluzionario sulla città.
Dopo la Rivoluzione russa durante le pyatiletka (piani quinquennale) grandi fabbriche furono costruite a Krasnojarsk: la fabbrica di macchine pesanti, il bacino idroelettrico, la cartiera, e la stazione idroelettrica (la quinta più grande nel mondo e la seconda in Russia) e il porto fluviale.
Nel 1934 fu costituita la krai di Krasnojarsk con capoluogo Krasnojarsk.

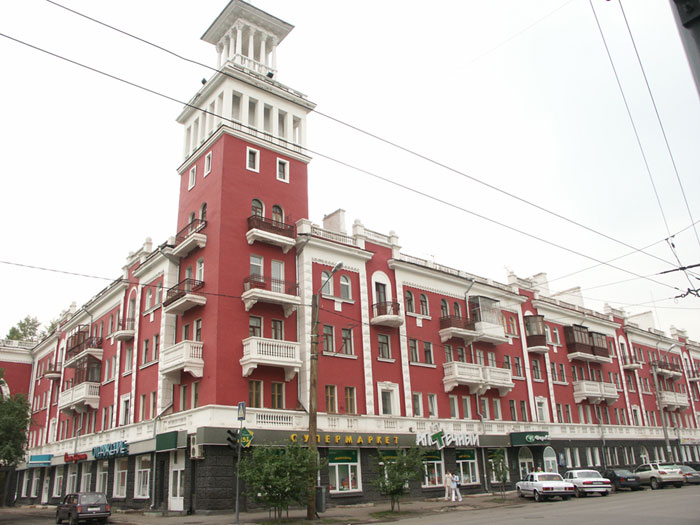
Un palazzo in via Karl Marx

Durante l'epoca dello stalinismo, Krasnojarsk divenne sede di Gulag. Il campo da lavoro più importante fu Kraslag o Krasnojarskij ITL (1938-ca.1960) con due unità situate a Kansk e Reshyoty. A Krasnojarsk fu posto tra il 1940 e il 1941 il campo di lavoro Iennisseylag (in inglese Yeniseylag) o Ienisseiskij ITL.
Durante la seconda guerra mondiale, numerose fabbriche furono spostate dalla Russia occidentale in Siberia, e alcune vennero situate a Krasnojarsk e nelle città vicine, stimolando la crescita industriale della città. Dopo la guerra furono costruite altre fabbriche tra cui una fonderia d'alluminio e uno stabilimento metallurgico.
Nei dintorni della città sono state costruite nel dopoguerra varie fabbriche per la produzione di armi e plutonio. A causa della presenza di queste industrie, Krasnojarsk era una cosiddetta città "proibita": né gli stranieri né gli stessi russi potevano accedervi senza speciali autorizzazioni.
Dopo il crollo dell'URSS e l'inizio delle privatizzazioni, molte fabbriche - come la fonderia d'allumino di Krasnojarsk - vennero acquisite da autorità criminali ed oligarchiche, mentre altri dichiararono bancarotta, ciò produsse disoccupazione e molti scioperi; sussistono grandi controversie di proprietà sugli impianti di Krasnojarsk, dal momento che quasi tutti questi impianti sono in mano a gruppi finanziari monopolistici o ad oligarchi.
A partire dalla nomina di Pjotr Pimashkov a sindaco, nel 1996, l'aspetto della città ha cominciato a migliorare: gli edifici antichi sono stati restaurati, le pavimentazioni a blocchi hanno preso il posto dei marciapiedi di asfalto, numerose piazze con fontane sono state costruite; restano in città solo poche tracce del brutto aspetto del periodo sovietico.

## Società

### Evoluzione demografica
L'andamento della popolazione di Krasnojarsk dal 1897 al 2005 è riassunto nel grafico e nella tabella seguenti:
| 1897 | 26 600  | 1962 | 465 000 | 1982 | 833 000 | 2000 | 875 500 |
| 1923 | 60 400  | 1967 | 576 000 | 1986 | 885 000 | 2001 | 875 900 |
| 1926 | 72 200  | 1970 | 648 000 | 1989 | 912 600 | 2002 | 911 700 |
| 1939 | 190 000 | 1973 | 707 000 | 1992 | 925 000 | 2005 | 917 200 |
| 1956 | 328 000 | 1976 | 758 000 | 1996 | 871 100 |      |         |
| 1959 | 412 000 | 1979 | 796 300 | 1998 | 875 300 |      |         |

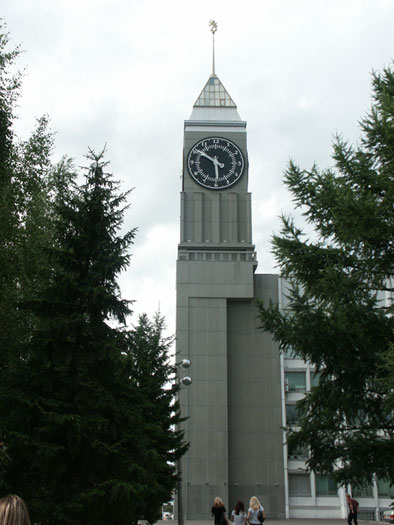
La sede dell'amministrazione della città

La popolazione di Krasnojarsk comprende varie etnie: le comunità più numerose sono costituite da russi, ucraini, tartari, tedeschi e bielorussi. Negli ultimi anni il numero di tagichi, uzbechi e altri dall'Asia centrale è cresciuto intensamente a causa della numerosa, spesso illegale, immigrazione in cerca di lavoro.
Un'altra numerosa comunità di immigranti è quella cinese che è impiegata in attività redditizie e spesso fa affari con aziende locali. Molti cinesi sono occupati nei mercati (bazar); esiste anche un bazar cinese chiamato Sodruzhestvo (in russo comunità) e la Città commerciale cinese  (in russo Китайский торговый город).

### Struttura urbana
Krasnojarsk è divisa in 7 distretti amministrativi (fra parentesi la popolazione al 2001):
- Centralnij (62 000)
- Kirovskij (114 000)
- Leninskij (140 100)
- Oktjabrskij (133 800)
- Sverdlovskij (131 500)
- Sovetskij (202 800)
- Železnodorožnij (91 700)

Ogni distretto include qualche quartiere o micro-distretto. Molti di questi quartieri sono di origine relativamente recente, mentre altri sono villaggi che nel passato erano isolati dalla città e sono stati assorbiti nel corso dell'espansione urbana.

### Stemma

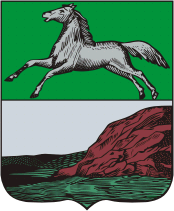
Stemma (1804)

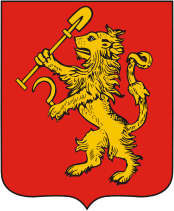
Stemma (1851)

La prima versione dello stemma di Krasnojarsk fu approvata il 12 marzo 1804. Era divisa orizzontalmente in due parti: la superiore conteneva lo stemma della Guberniya di Tomsk, la parte bassa aveva la pittura della collina Krasnij Yar su campo d'argento.
Lo stemma approvato il 23 novembre 1851 aveva la figura d'oro di un leone su scudo rosso araldico, con una pala nella zampa destra anteriore e una falce nella zampa sinistra anteriore, fatti dallo stesso metallo. Sopra lo scudo era posta la corona dell'Impero russo.
Lo stemma attuale, approvato il 28 novembre 2004, contiene lo stesso scudo rosso, ma la figura del leone è stata lievemente modificata ed è stata coronata da cinque torri.
Nel 2005 è stata eretta una colonna alta 16 metri con la statua di bronzo del leone araldico, nella piazza della stazione ferrioviaria principale.

## Monumenti e luoghi d'interesse

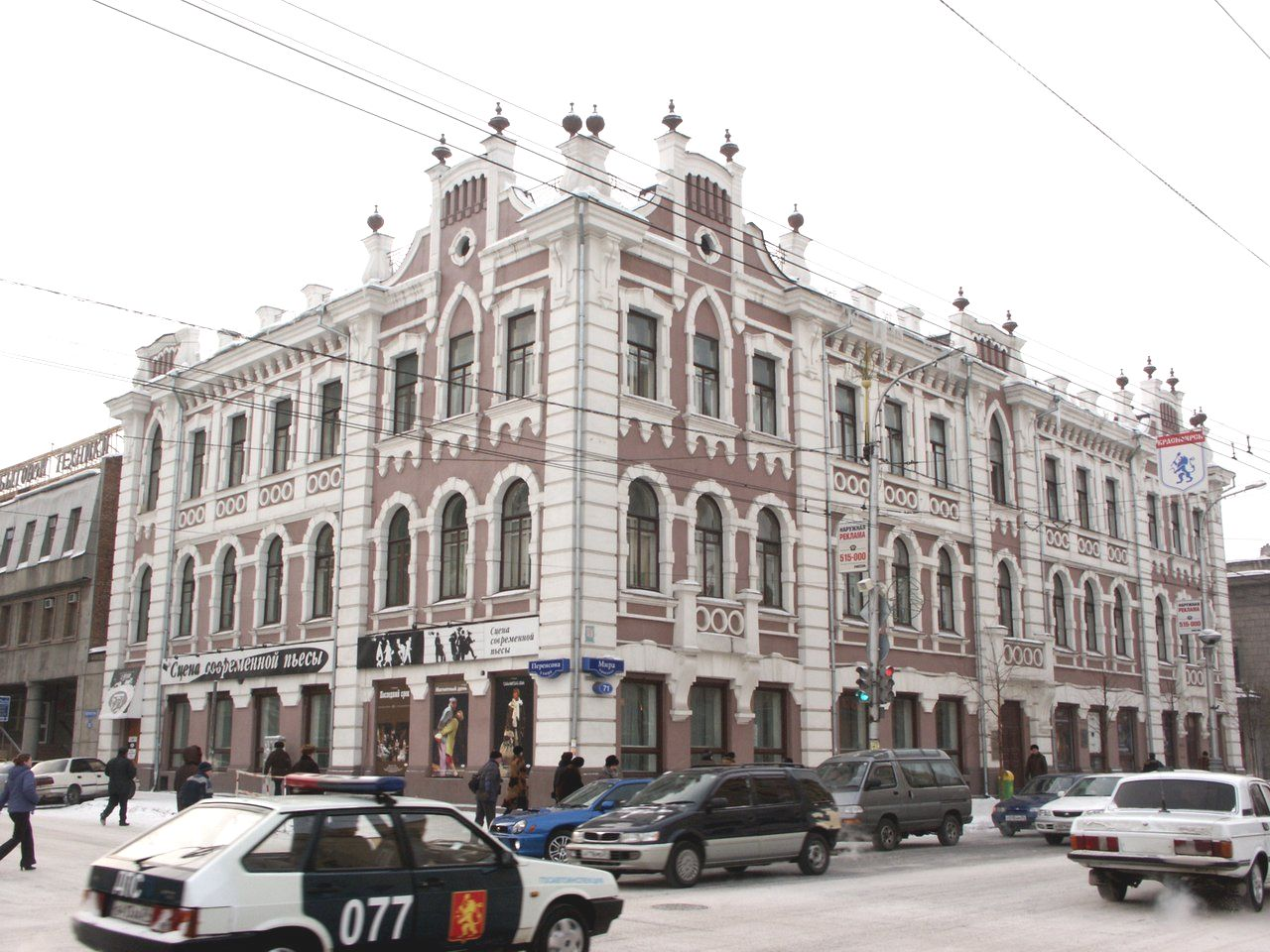
Case antiche restaurate del XIX secolo nel centro di Krasnojarsk servono per il commercio come in origine

La parte centrale della città è principalmente costituita dalle case storiche del XIX secolo, costruite per i commercianti. Ci sono anche case risalenti al periodo di Stalin, dalle caratteristiche finestre quadrate e dallo stile monumentale a più piani.
Sopra la collina Karaulnaja, dove un tempo si svolgevano riti pagani, si trova la cappella di San Paraskeba (1804). La cappella è uno dei simboli più conosciuti della città, ed è dipinta sulla banconota russa da dieci rubli. Fu abbandonata durante il periodo sovietico e poi restaurata dalla diocesi di Ienisseisolo, durante la Perestrojka.
Notevole è la torre di 24 piani, la cui costruzione iniziò negli anni ottanta e non fu mai conclusa. Gli altri importanti edifici sono la palazzina del mercante Nikolaj Gadalov (inizio del XX secolo), la cappella cattolica della Trasfigurazione (1911), il Museo della Krai di Krasnojarsk stilizzato come un tempio egizio antico, il Centro culturale-storico di Krasnojarsk, l'arco trionfale alla Strelka (2003), l'edificio dell'amministrazione regionale con due torri sul lato posteriore.
Nella città esistono anche case di legno a due piani costruite principalmente a metà del XX secolo come abitazioni temporanee. Si riscontrano anche esempi dell'architettura tipica del villaggio russo, come le case di legno coi cortili. Alcune di queste, benché siano in precarie condizioni, sono abitate.

### Cattedrale dell'Intercessione
L'edificio più antico a Krasnojarsk è la Cattedrale dell'Intercessione (costruita fra il 1785 e il 1795, restaurata negli anni 1977-1978). Altri esempi significativi dell'architettura ortodossa sono la Cattedrale dell'Annunciazione (1802-12), la Cattedrale della Trinità (1802-1812) e la Chiesa di San Giovanni Battista (1899), la Chiesa dell'Arcangelo Michele (1998-2003).

## Eventi

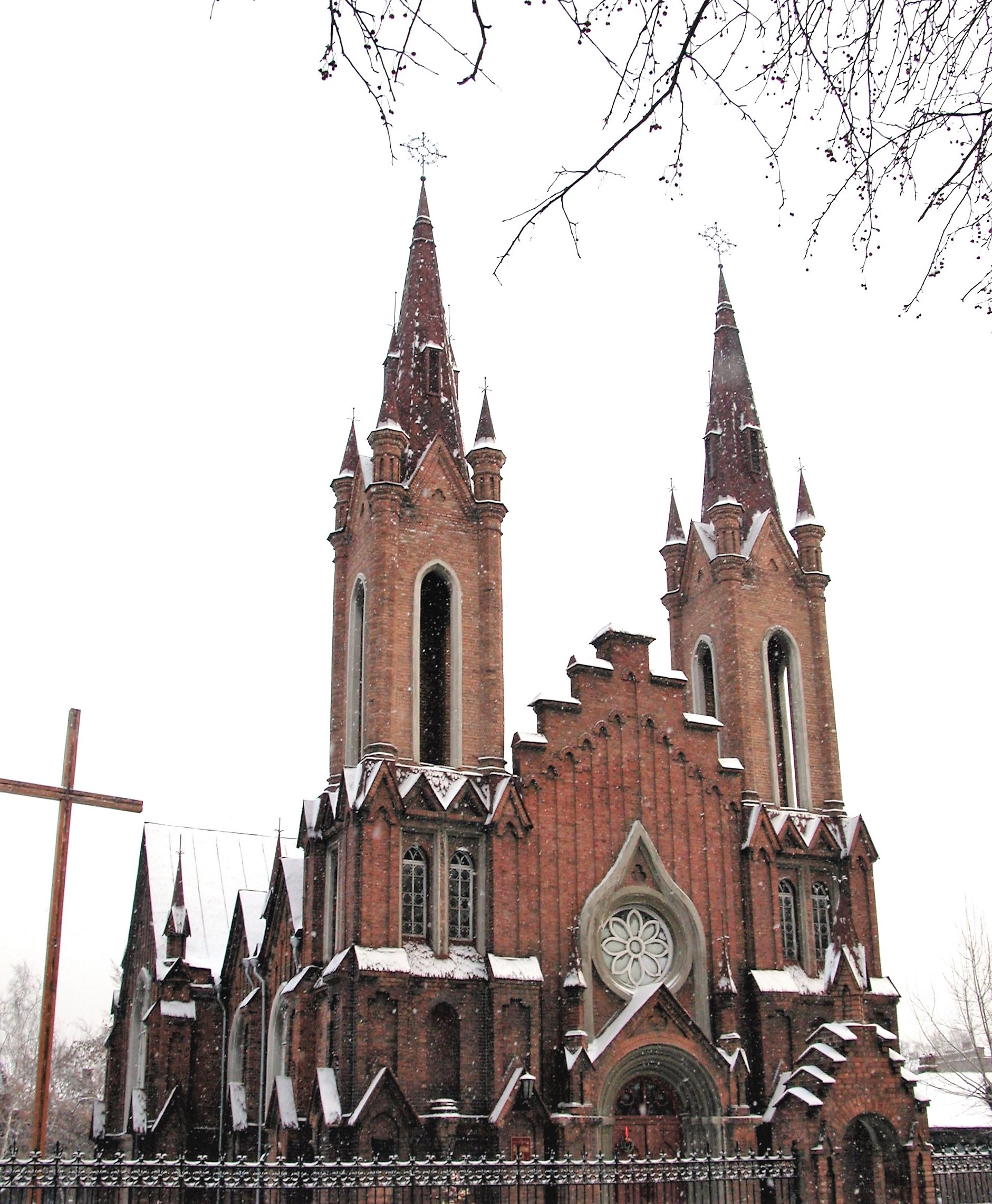
L'edificio di una ex chiesa polacca. Adesso è la sala d'organo della società filarmonica.

La più importante festa cittadina è il Giorno della città (in russo День города), celebrata a giugno, di solito con un carnevale. Le altre feste e gli eventi culturali sono:

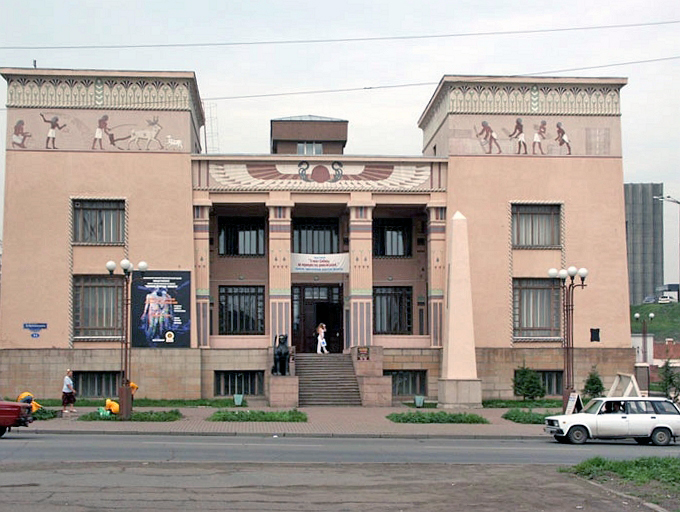
Il museo di etnografia regionale

- il Festival del fiume Mana (in russo Манский фестиваль), di solito festeggiato l'ultima domenica di giugno con una competizione tradizionale dei bard
- la Biennale internazionale di musei, organizzata nel centro culturale-storico di Krasnojarsk
- la Notte dei musei d'avanguardia (Музейная ночь), il festival dedicato al Giorno internazionale dei musei (18 maggio)
- il festival Jazz sullo Enisej (Джаз на Енисее);
- il Giorno di stolbista (День столбиста) organizzato molte volte all'anno per celebrare le tradizioni di alpinismo nella riserva nazionale Stolby
- il Raduno dei biker (Слёт байкеров)

Krasnojarsk è sede di molte compagnie televisive. I collegamenti telefonici sono ben sviluppati, molti quartieri hanno connessioni a internet basate sulle reti locali.

## Scienza e istruzione
Come Novosibirsk, Krasnojarsk è un centro prominente della scienza e nell'istruzione in Siberia con più di 30 scuole superiori, molte delle quali sono sezioni dell'Accademia russa delle scienze, e circa 200 scuole medie. I più importanti istituti universitari sono
- l'Università statale di Krasnojarsk, fondata nel 1963 come una divisione dell'Università statale di Novosibirsk, diventata indipendente nel 1969 e confluita nel 2006 nell'Università federale siberiana;
- l'Università statale politecnica di Krasnojarsk, fondata nel 1956;
- l'Università siberiana statale tecnologica, la più vecchia nella città, fondata nel 1930 come l'Istituto Siberiano della Foresta;
- l'Università statale aerospaziale della Siberia è una delle migliori università in Krasnojarsk, fondata nel 1960;
- l'Istituto della foresta Sukačëv, fondata nel 1944.

Similmente a Novosibirsk, Krasnojarsk ha un rione urbano chiamato Akademgorodok (cittadina accademica), sede della Sezione Siberiana dell'Accademia Russa delle Scienze, dove si trovano molti istituti di ricerca. Nell'Istituto di Biofisica fu condotto con successo negli anni 1973-1985 l'esperimento sull'isolazione ecologica degli umani, chiamato "Bios", simile all'esperimento Biosphere 2 condotto negli USA.

## Economia
La centrale idroelettrica di Krasnojarsk produce molta energia elettrica a basso costo, con potenza media di 2300 MW (massima - 6000 MW). Il maggior consumatore è la fabbrica di alluminio di Krasnojarsk. Sia la centrale che la fabbrica sono controllate dalla compagnia "RusAl".
Le industrie più sviluppate nella città sono
- costruzioni meccaniche: macchine pesanti, macchine varie, radiotecnica, televisori, officine di riparazione di vagoni ferroviari
- industria chimica: fabbriche di fibra chimica, di dispositivi chimici, di caucciù sintetico, di pneumatici, di farmaci, di articoli di gomma
- metallurgia: fabbriche di metalli non ferrosi
- industria di lavorazione del legno
- industria leggera e alimentare

### Turismo

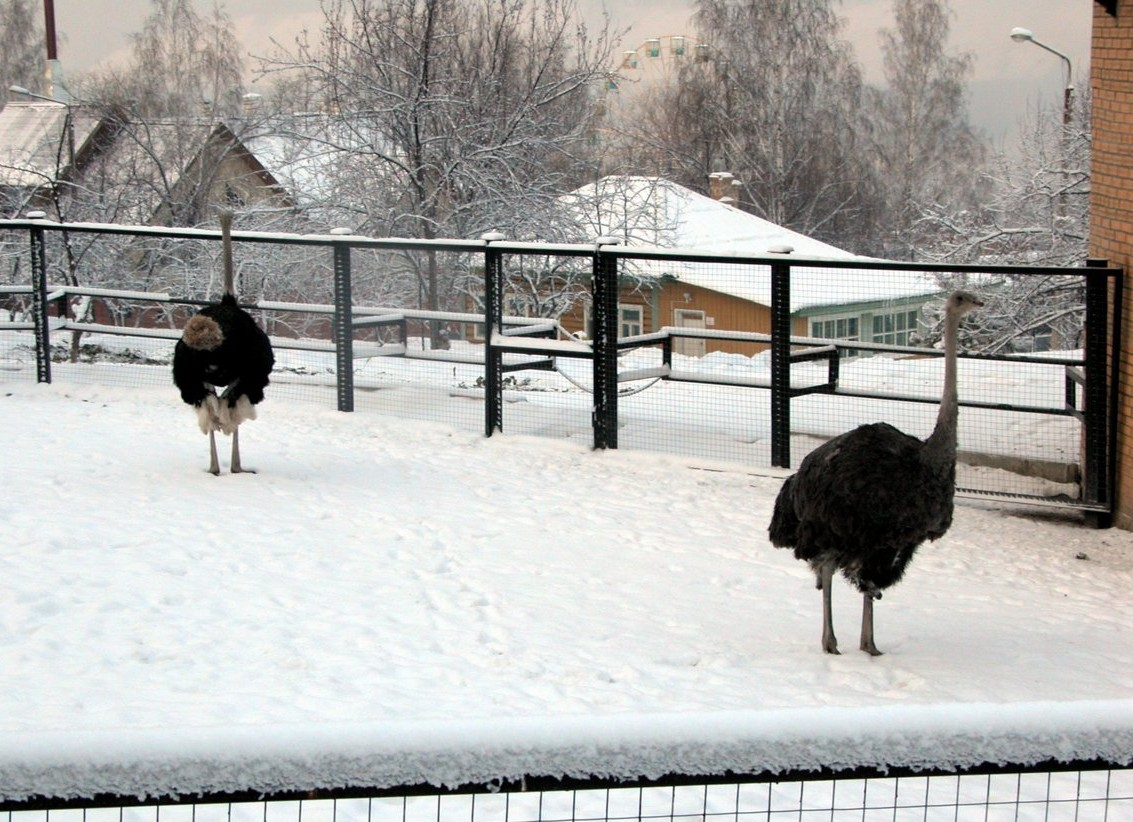
Struzzi nello zoo Rojev Ručej d'inverno.

La più importante attrazione turistica di Krasnojarsk è la grande riserva naturale nazionale Stolby (in russo Столбы, "pali"). La riserva copre un'area di 470 km² ed ha al suo interno molte formazioni di rocce granitiche alte fino a 100 metri, molte delle quali presentano forme straordinarie. Stolby è un sito importante per le scalate, e molti scalatori locali volutamente non usano le corde e chiamano il loro sport estremo "stolbismo", conosciuto nel mondo come scalata in solitario. 
Altri luoghi popolari sono la diga della centrale idroelettrica, la Collina Karaulnaja, lo zoo Rojev Ručej (in russo Роев ручей, "ruscello rojev"), i musei e i teatri.

## Sport
Krasnoyarsk è un importante centro per gli sport siberiani. Le aree in cui Krasnoyarsk eccelle rispetto ad altre città russe includono il wrestling, il rugby, l'hockey su ghiaccio e gli sport della slitta.
- Il più famoso club di hockey su ghiaccio è Sokol Krasnoyarsk.
- La città ha due club di rugby, il Krasnyj Jar e l'Enisej-STM, entrambi militanti in Professional Rugby League, il massimo campionato del Paese. Entrambe hanno vinto diverse volte il campionato nazionale e sono le uniche squadre russe ad aver partecipato a competizioni europea per club.
- Il principale club di pallacanestro, regolarmente qualificato per le competizioni europee, è Basketbol'nyj klub Enisey.
- Nella pallavolo femminile è presente il Ženskij volejbol'nyj klub Enisej, squadra che milita nel massimo campionato nazionale di Superliga.
- Il club di calcio è Enisej Krasnoyarsk, che ha debuttato in massima serie russa nella stagione 2018-19. Gioca le sue partite nello Stadio Centrale, utilizzato saltuariamente anche per l'hockey su ghiaccio.
- È la città natale di numerosi atleti degli sport della slitta di livello internazionale, quali i bobbisti Maksim Andrianov, Dmitrij Abramovič e Anastasija Tambovceva, gli skeletonisti Aleksandr Tret'jakov, Nikita Tregubov e Julija Kanakina e gli slittinisti Aleksandr Denis'ev, Vladislav Antonov, Maksim Aravin ed Ekaterina Baturina.

## Infrastrutture e trasporti

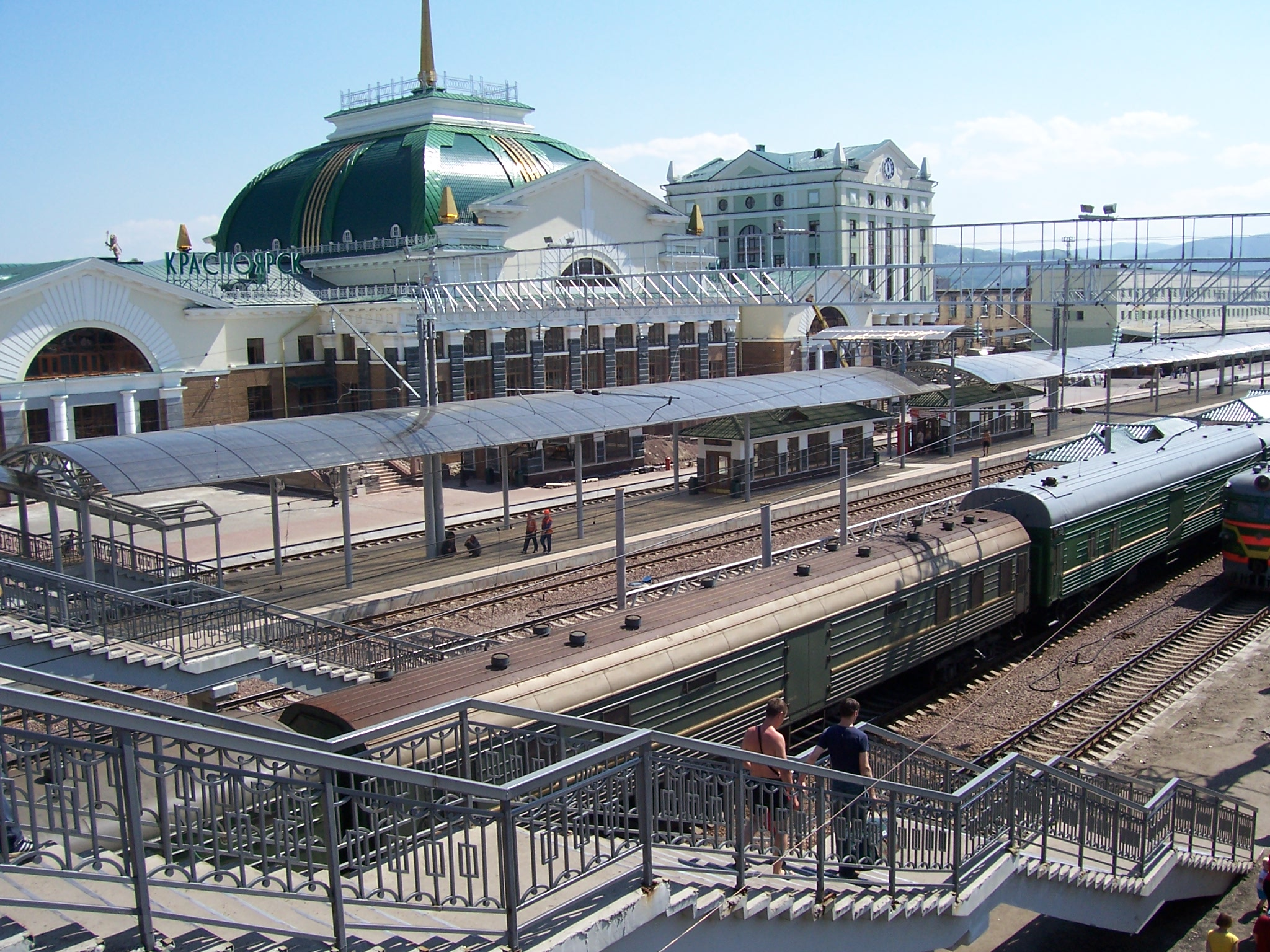
Stazione di Krasnojarsk

### Aereo
La città è sede di un aeroporto Internazionale. Presso l'aeroporto di Krasnojarsk hanno sede due compagnie aeree russe:
- KrasAir;
- Sibaviatrans.

### Treno
La stazione di Krasnojarsk delle Ferrovie russe è un nodo ferroviario importante della Siberia Occidentale.

## Galleria d'immagini

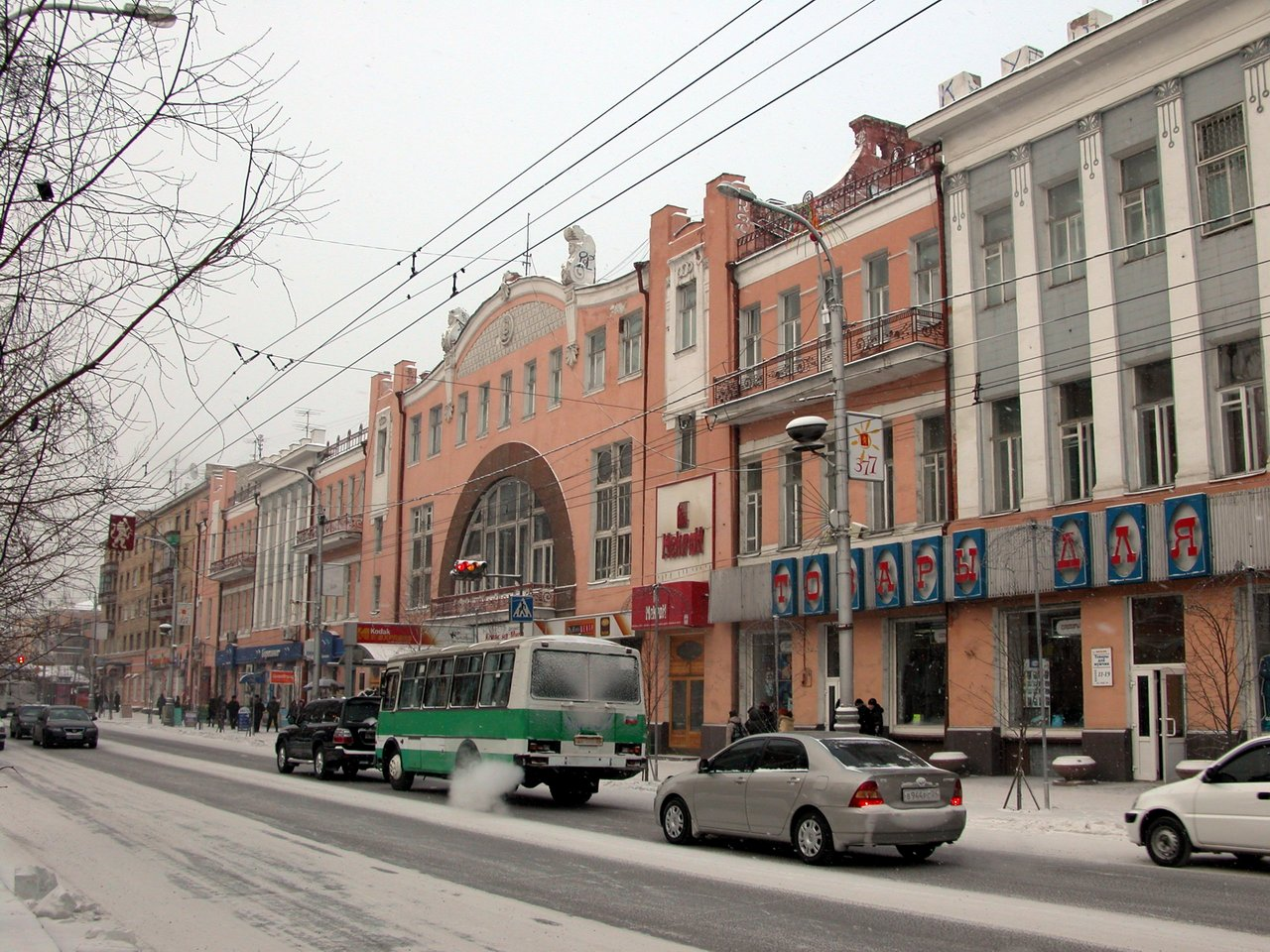
Edifici storici
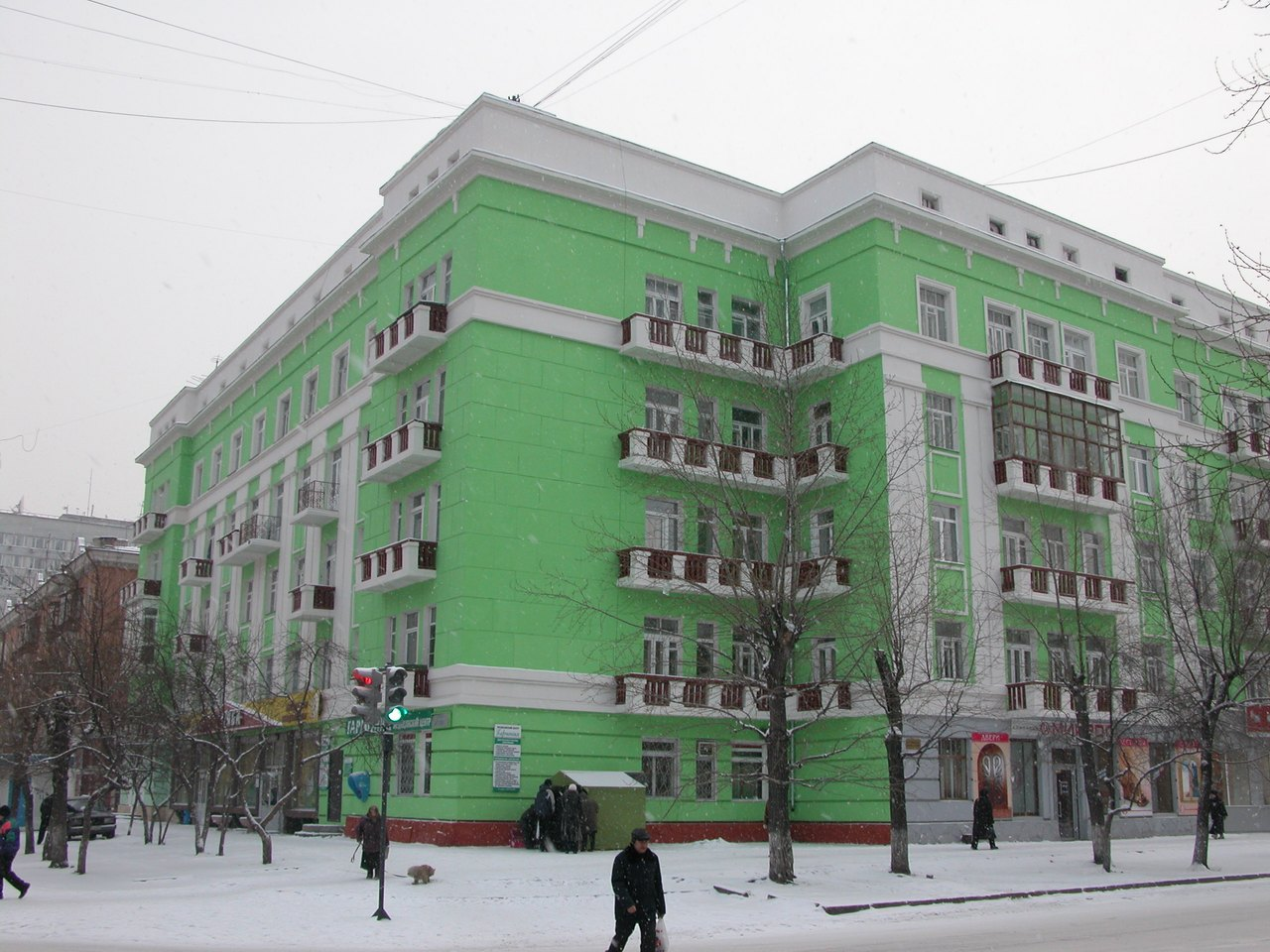
Un edificio del periodo di Stalin, ricolorato recentemente
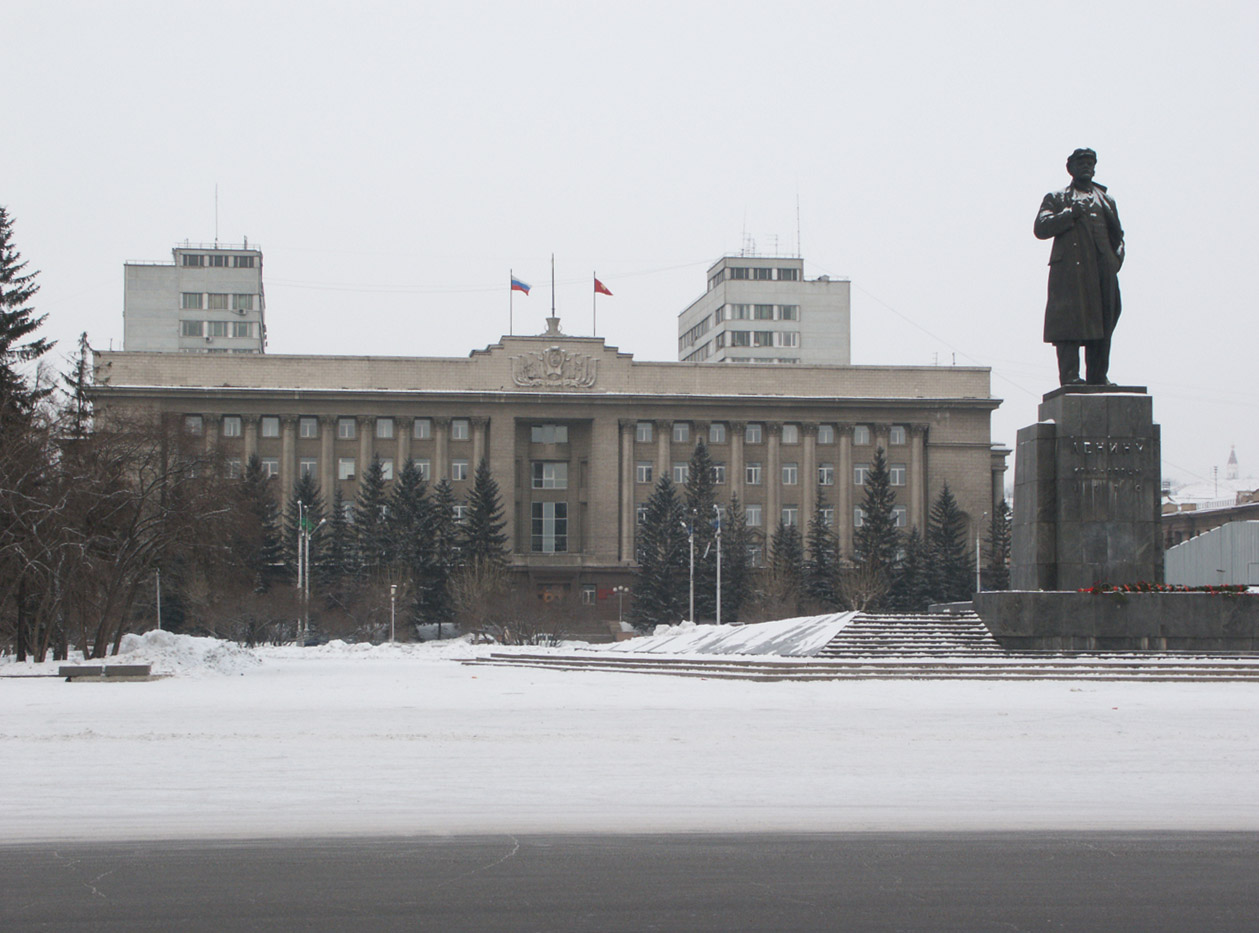
Il palazzo dell'amministrazione regionale
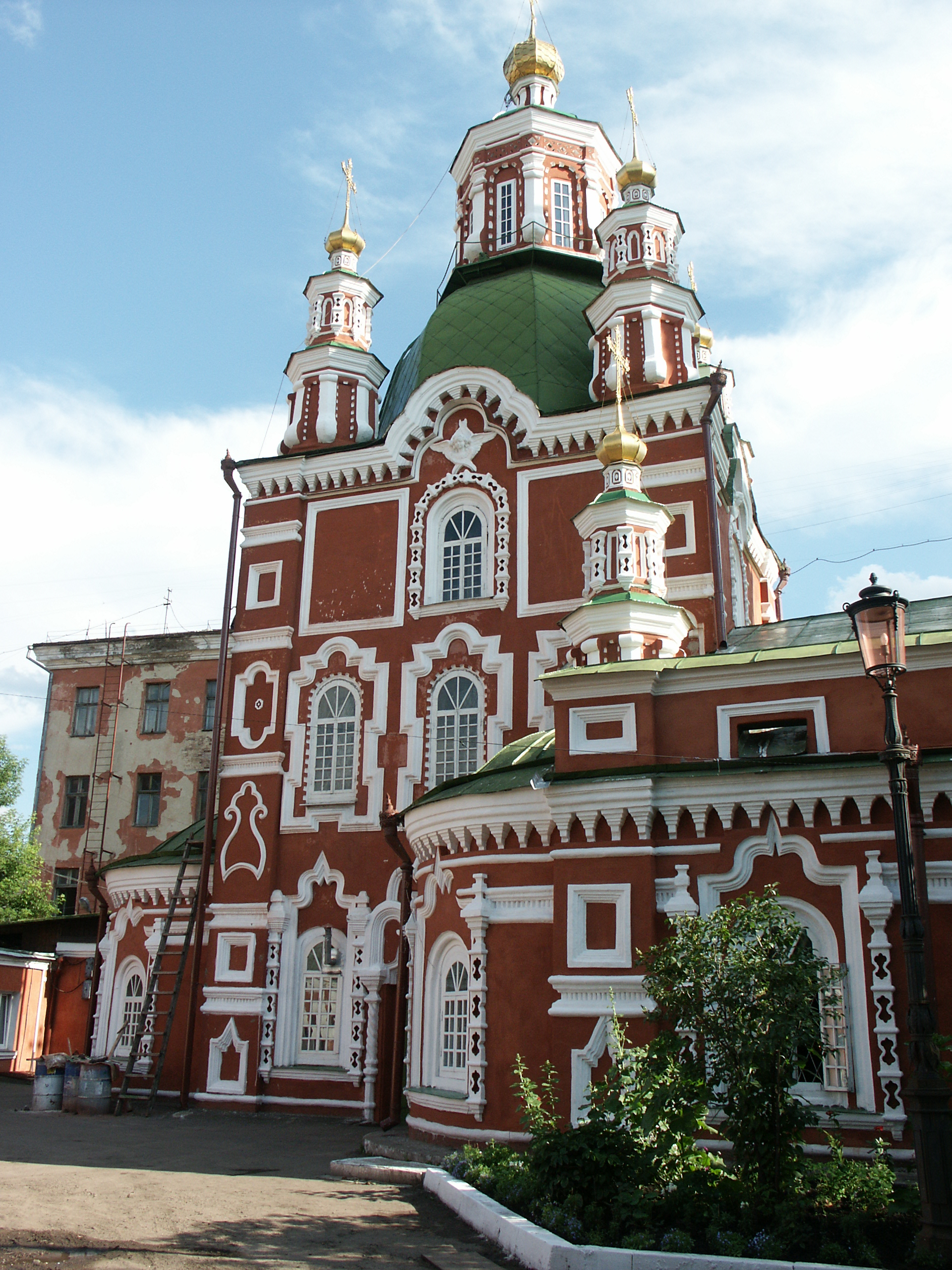
La chiesa dell'Intercessione
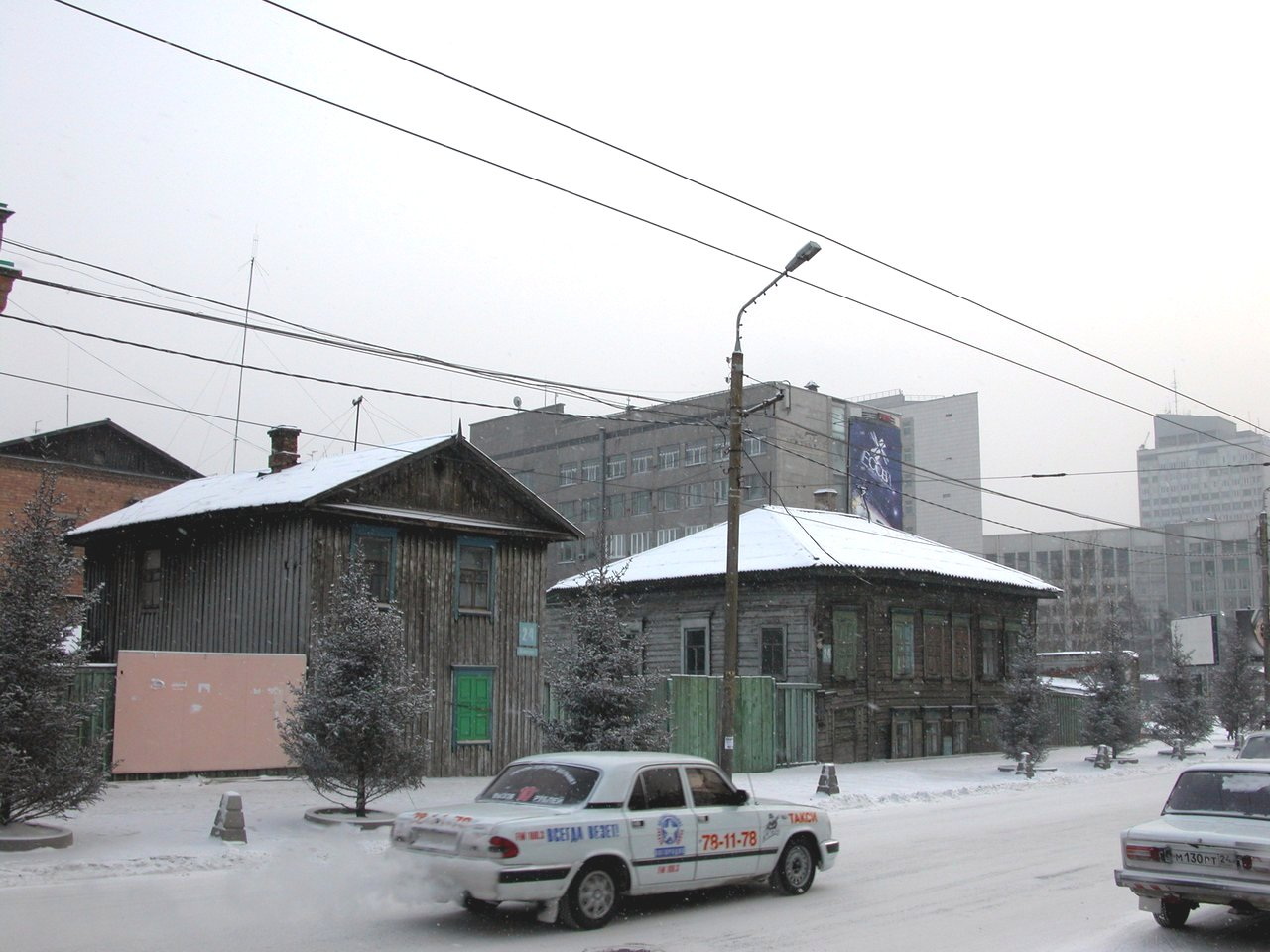
Le case vecchie in cattivo stato in pieno centro
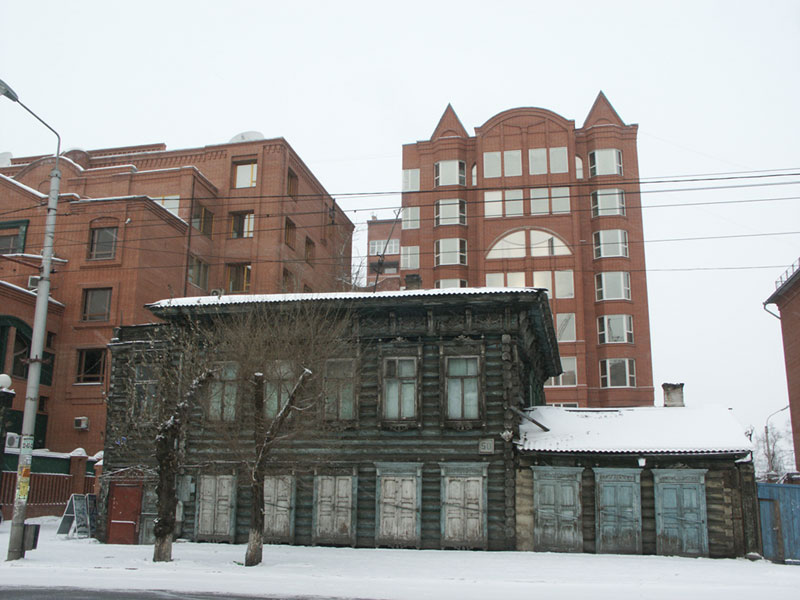
Case vecchie e nuove nel centro
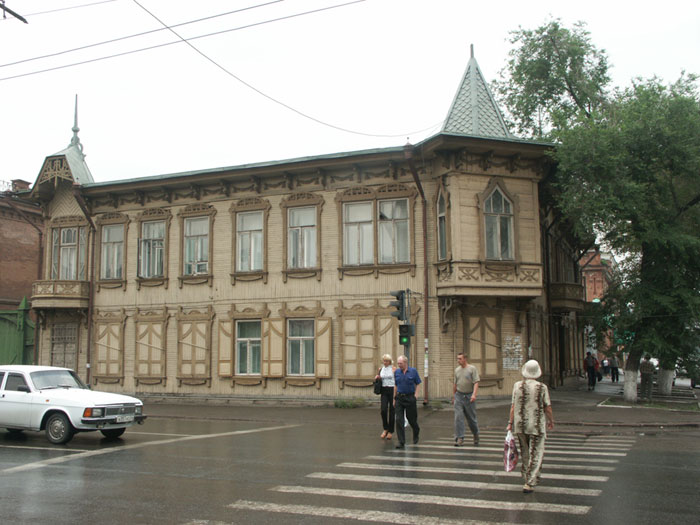
Una casa antica
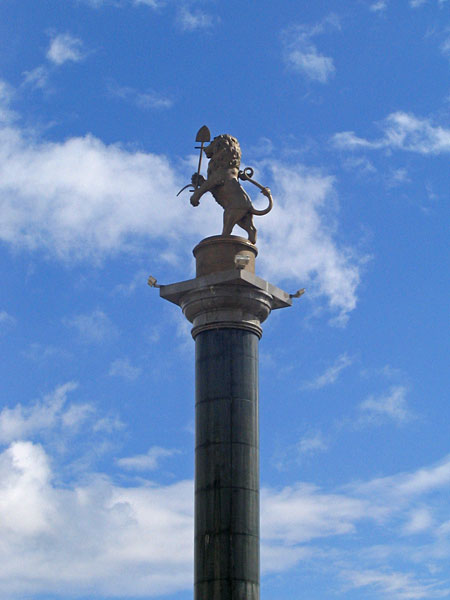
Il monumento Leone dedicato al simbolo della città